# Роза Альбах-Ретті
Роза Альбах-Ретті (нім. Rosa Albach-Retty; уродж. Роза Ретті; 26 грудня 1874, Ганау, Гессен — 26 серпня 1980, Баден, Нижня Австрія) — австрійська театральна та кіноактриса. Бабуся актриси Ромі Шнайдер. Довгожителька (прожила 105 років).

## Життєпис
Роза Ретті народилася в акторській родині Рудольфа і Кеті Ретті, яка належала до старовинної акторської династії італійського походження. Батько став її першим учителем. З 1890 року Роза грала на сценах берлінських театрів. Її першим успіхом на театральних підмостках стала головна роль у виставі «Мінна фон Барнхельм» у берлінському театрі імені Лессінга. У 1895—1903 роках Ретті виступала у віденських театрах — Фолькстеатр і Бурґтеатр.
У 1905 році Роза Альбах-Ретті удостоєна звання придворної актриси. У 1928 році вона отримала звання почесного члена трупи Бурґтеатру. Її прощальний вихід на сцену відбувся у 1958 році.
Кінокар'єра Рози Ретті почалася в 1930 році з фільму «Гроші на вулиці».
Нащадки актриси також здобули популярність. Так, її син Вольф Альбах-Ретті (1906—1967), який народився у шлюбі Рози з офіцером австрійської армії Карлом Альбахом, також став актором. Внучка — Ромі Шнайдер — відома німецька і французька актриса.
У сторічному віці Роза випустила книгу спогадів «Які короткі ці сто років». Роза Альбах-Ретті померла в 1980 році у віці 105 років; похована на Центральному кладовищі Відня.

## Твори
- Albach-Retty, Rosa. So kurz sind hundert Jahre. Erinnerungen. Verlag: Herbig, München Berlin, 1979. ISBN 9783776608649

## Фільмографія
- 1930: Geld auf der Straße
- 1935: Episode
- 1939: Hotel Sacher
- 1942: Wien 1910
- 1942: Die heimliche Gräfin
- 1942: Wen die Götter lieben
- 1951: Maria Theresia
- 1955: Der Kongreß tanzt